# All About The Benjamins
All About the Benjamins és una pel·lícula estatunidenca de Kevin Bray estrenada el 2002, segons un guió de Ronald Lang i Ice Cube.

## Argument
Bucum (Ice Cube) és un caçador de recompenses que intenta adquirir els fons per posar en marxa una empresa d'investigació privada, i Reggie (Mike Epps) és un estafador detingut prèviament per Bucum tres vegades, que ha sortir fora sota fiança, i que viu amb Gina (Eva Mendes) la seva confiada xicota. Un dia, Reggie compra un número de loteria, i guanya 50 milions de dòlars en un joc de loteria, però tot s'espatlla quan reconeix uns lladres de diamants que s'escapen de Bucum i s'amaga a la furgoneta dels lladres, i és accidentalment segrestat pels lladres. Reggie aconsegueix escapar-se amb Bucum, però ha d'anar a buscar la seva cartera amb el número de loteria, i Bucum vol agafar els lladres de diamant, forçant-los a treballar junts amb reticències, però..

## Repartiment
- Ice Cube: Bucum, un caçador de recompenses rebel tractant d'aconseguir els fons per posar en marxa una empresa d'investigació privada. Inicialment només interessat a trobar un grup de lladres de diamants que li van disparar, després decideix resoldre l'atracament a fi de generar publicitat per a la seva possible firma.
- Mike Epps: Reginald «Reggie» Wright, un buscavides que anteriorment va ser detingut per Bucum tres vegades, que regularment es salta la llibertat sota fiança. Gairebé escapant de la mort després d'amagar la camioneta dels lladres, s'escapa a fi de recuperar el seu billeter que conté un número de loteria premiat.
- Eva Mendes: Gina, la xicota de Reggie, que va triar els números de la loteria, i l'ajuda a buscar la billetera.
- Tommy Flanagan (Williamson),
- Carmen Chaplin (Ursula),
- Valarie Rae Miller (Pam),
- Antoni Corone (el capità Briggs)
- Anthony Michael Hall (Lil J),
- Anthony Giaimo (Martinez),
- Jeff Chase (Mango),
- Gino Salvano (Mickey),
- Dominic Chianese Jr (Roscoe)